# Aeroportul Internațional Cat Bi
Aeroportul Internațional Cat Bi (IATA: HPH, ICAO: VVCI) este un aeroport din Haiphong, Vietnam ce deservește zona Haiphong. Aeroportul a fost tranzitat în 2018 de 2.373.700 de pasageri. A fost deschis în 1955.
Situat la o altitudine de 4 m, aeroportul dispune de 1 pistă.

## Infrastructură

### Piste
Aeroportul dispune de o singură pistă. Pista 07/25 are suprafața de asfalt și dimensiunile  × . 